# Eutiara mayeri
Eutiara mayeri är en nässeldjursart som beskrevs av Bigelow 1918. Eutiara mayeri ingår i släktet Eutiara och familjen Pandeidae. Inga underarter finns listade i Catalogue of Life.